# Prochasma dentilinea
Prochasma dentilinea är en fjärilsart som beskrevs av W. Warren 1893. Prochasma dentilinea ingår i släktet Prochasma och familjen mätare. Inga underarter finns listade i Catalogue of Life.